# 흑협
흑협(黑俠)은 1996년 공개된 홍콩의 영화이다.

## 줄거리
주인공 흑협은 과거 정부의 비밀 초인병사 프로젝트 "701"의 실험 대상이자 훈련 교관이었다. 701 부대는 여러 정부 임무에 투입되었지만, 통제 불능의 분노로 경찰들을 살해하는 사건이 발생하자 정부는 프로젝트를 중단하고 모든 실험 대상자를 제거하려 한다. 흑협은 701 부대원들이 탈출하는 것을 돕고 자신은 홍콩으로 숨어들어 조용한 사서로 살아가려 한다. 하지만 시간이 흘러 밤에 701 부대원들이 지역 경찰이 감당할 수 없는 폭력 범죄를 저지르고 있다는 사실을 알게 된다. 흑협은 복면과 모자를 쓰고 ‘블랙 마스크’라는 영웅으로 변신하여 과거 동료들을 제거하기 위해 나선다. 군에서 초인병사 수술을 받은 덕분에 고통을 느끼지 못하게 된 블랙 마스크는 거의 무적에 가까운 능력을 발휘한다.

## 출연
- 이연걸 - 서석 / 701부대 교관 마이클 / 흑협 역
- 유청운 - 경찰관 석두 역
- 막문위 - 트랙 역
- 엽방화 - 약란 역
- 황추생 - 701부대 대장 역

## SBS 성우진 (1998년 1월 28일)
- 홍성헌 - 서석(이연걸)
- 정미숙 - 트레이시(막문위)
- 차명화 - 야란(엽방화)
- 온영삼
- 이종오
- 김창주
- 유제상
- 강구한
- 이윤연
- 김강산
- 김영훈
- 한호웅
- 오인성
- 전인배
- 이용순
- 최윤아